# Engoulevent à miroir
Systellura longirostris
Genre
Espèce
Statut de conservation UICN

 LC  : Préoccupation mineure
L'Engoulevent à miroir (Systellura longirostris, anciennement Caprimulgus longirostris) est une espèce d'oiseaux de la famille des Caprimulgidae.

## Répartition et sous-estèces
Cet oiseau vit en Amérique du Sud.
Selon la classification de référence du Congrès ornithologique international (15.1, 2025) il se répartit en huit sous-estèces (ordre phylogénique) :
- S. l. ruficervix (Sclater, 1866) — Ande colombiennes, vénézueliennes et équatoriennes ;
- S. l. roraimae Chapman, 1929 — tépuis ;
- S. l. atripunctata Chapman, 1923 — puna ;
- S. l. bifasciata Gould, 1837 — Chili et ouest de l'Argentine ;
- S. l. pedrolimai (Grantsau, 2008) — nord-est du Brésil ;
- S. l. longirostris (Bonaparte, 1825) — Uruguay et sud-est du Brésil ;
- S. l. mochaensis (Cleere, 2006) — île Mocha et île Ascención ;
- S. l. patagonica (Olrog, 1962) — Argentine.